# (12852) Teply
(12852) Teply (1998 FW30) – planetoida z pasa głównego asteroid okrążająca Słońce w ciągu 3,42 lat w średniej odległości 2,27 j.a. Odkryta 20 marca 1998 roku.